# Miconia martiniana
Miconia martiniana är en tvåhjärtbladig växtart som beskrevs av Henry Allan Gleason. Miconia martiniana ingår i släktet Miconia och familjen Melastomataceae. Inga underarter finns listade i Catalogue of Life.